# SAF-Holland

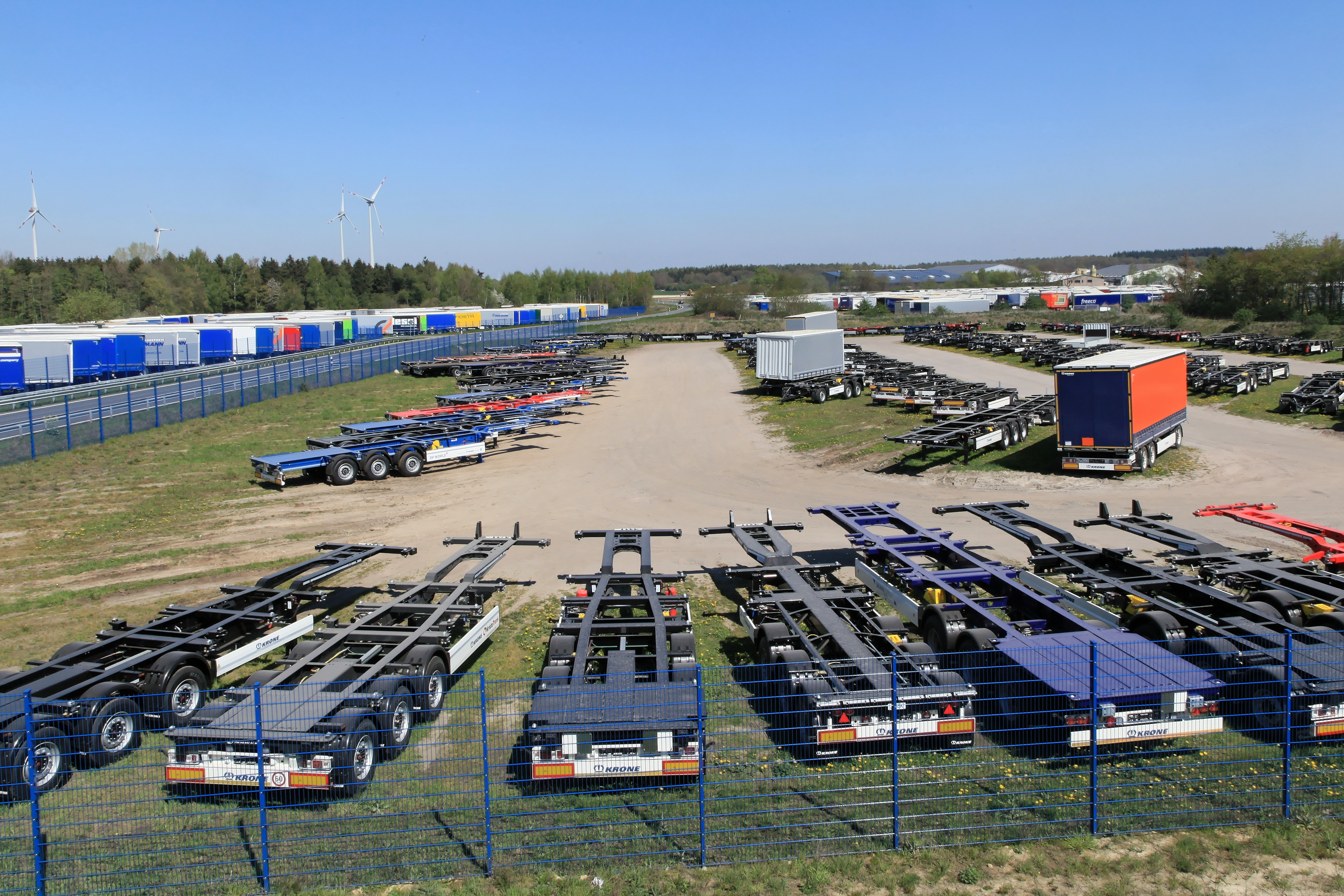
Візки напівпричепів KRONE з пневматичною підвіскою SAF-Holland.

SAF-Holland SE (раніше SAF-Holland S.A.) — є зареєстрованою компанією-постачальником для промисловості вантажівок і напівпричепів. Компанія розташована в місті Бессенбах поблизу Ашаффенбурга в Німеччині.
Компанія виробляє осі для причепів вантажівок, а також системи пневматичної підвіски, сідлово-зчіпні пристрої, дискові гальма, шкворні та шасі. Продукція в основному використовується в промисловості трейлерів, таких як Kögel Trailer, KRONE і Schmitz Cargobull, а також виробниками вантажівок. У 2021 фінансовому році продажі групи SAF-Holland склали 1 247 мільйонів євро.

## Історія
SAF-Holland була заснована в кінці 2005 року. У декілька кроків об’єдналися традиційна SAF Group, колишня Sauer Axle Factory, розташована в Бессенбаху, один із лідерів європейського ринку з виробництва осей, і US Holland Group, великий постачальник для промисловості вантажівок і причепів у Північній Америці. Злиття відбулося з метою створення інтегрованого глобального постачальника для промисловості вантажівок і причепів.
У 2018 році італійський виробник зчіпних систем для вантажівок, трейлерів, трейлерів та сільськогосподарської техніки V.ORLANDI S.p.A. прийнято. У тому ж році індійський виробник осей і систем підвіски причепів York Transport Equipment (Asia) Pte. Ltd.
Сьогодні група є одним із небагатьох постачальників, який пропонує широкий асортимент як для виробників вантажівок, так і для причепів і в той же час має сервісні центри по всьому світу.

## Структура групи

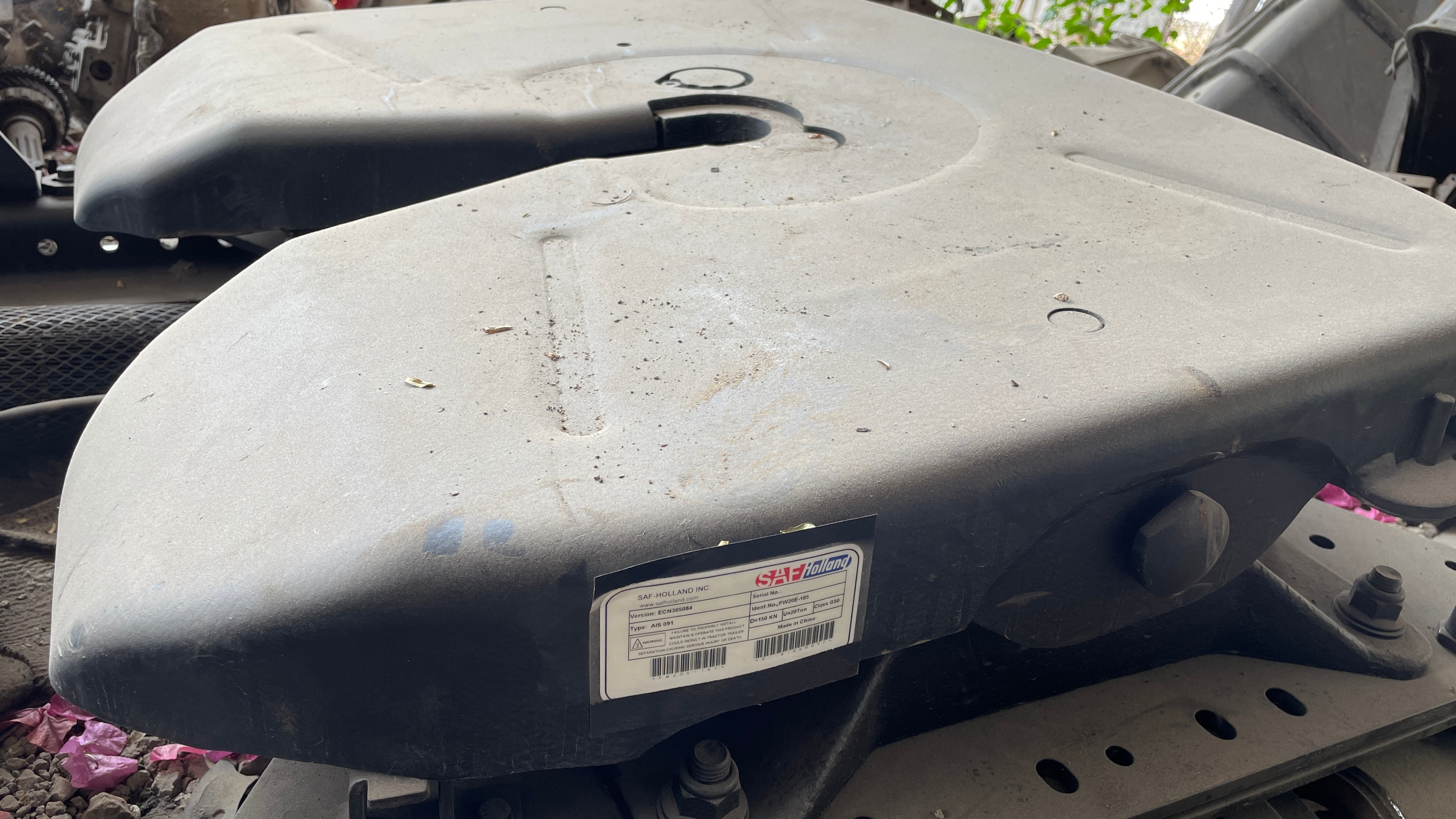
Сідло, сідлового тягача виготовлено компанією SAF-Holland.

SAF-Holland складається з кількох діючих дочірніх компаній і має 20 виробничих майданчиків на п'яти континентах. Також існує всесвітня мережа СТО. З 26 липня 2007 року акції компанії включені до списку Prime Standard Франкфуртської фондової біржі. 8 грудня 2010 року акції були включені до індексу акцій SDAX. 1 липня 2020 року компанія перенесла свою штаб-квартиру назад до Німеччини.

## Корпоративна стратегія
SAF-Holland покладається в першу чергу на фактори обсягу перевезень і міжнародного характеру. На думку компанії, зростаюча глобалізація викликає постійне зростання вантажопотоку, особливо вантажівок і трейлерів. Таким чином, група зосереджена на трьох бізнес-напрямках: Системи причепів (причепи), Системи транспортних засобів (тягачів тощо) та Післяпродажне обслуговування (бізнес запасних частин).